# Bess Flowers
Bess Flowers (* 23. November 1898 in Sherman, Texas; † 28. Juli 1984 in Woodland Hills, Los Angeles, Kalifornien) war eine US-amerikanische Filmschauspielerin, die als Statistin sowie Darstellerin kleinerer Nebenrollen an über 930 Spielfilmen, über 40 Kurzfilmen und rund 70 Fernsehserien mitwirkte. Sie gilt als eine der bekanntesten Kleindarstellerinnen in der Geschichte Hollywoods.

## Leben und Karriere
Bess Flowers studierte gegen den Willen ihres Vaters Schauspiel am Carnegie Institute of Technology. Danach wollte sie ursprünglich Schauspielerin am Broadway werden, doch am Bahnhof, an dem sie den Zug nach New York nehmen wollte, änderte sie aufgrund einer Film-Werbeanzeige ihre Meinung und reiste nach Hollywood zur Filmindustrie. Dort gab sie im Jahr 1923 ihr Filmdebüt, einer ihrer ersten Filme war Charlie Chaplins Die Nächte einer schönen Frau. Sie erhielt während der Stummfilmära einige größere Rollen, ehe sie sich mit Beginn des Tonfilms vor allem auf Auftritte als Komparse oder Statist verlegte.
Insgesamt trat Flowers bis zum Jahr 1965 in über 1000 Film- und Fernsehproduktionen auf, eine auch im Vergleich zu anderen Kleindarstellern astronomische Zahl. Sie spielte hierbei in vielen Filmklassikern, unter anderem jeweils mehreren Filmen von Alfred Hitchcock, Frank Capra, Billy Wilder und John Ford sowie in Orson Welles’ Citizen Kane. Bess Flowers gehörte zu den sogenannten One-Day-Actors, die so hießen, weil sie ihre kleinen Auftritte in nur einem Tag abdrehen konnten. Insbesondere in den späteren Jahren ihrer Karriere erhielt sie häufig nur Statistenparts und wurde daher in ihren meisten Filmen auch nicht in den Credits erwähnt. Im Laufe der Jahre kaufte Flowers den Studios viele der Kleider ab, die sie in ihren Rollen getragen hatte. Da sie diese Kleider bei sich daheim zur Verfügung behielt, wussten die Studios, dass sie Flowers schnell und problemlos besetzen konnten, ohne passende Kleider heraussuchen oder gar anpassen zu müssen. Da sie insbesondere viele Abendkleider besaß, verkörperte sie oft elegante Damen der Oberschicht, die beispielsweise Partys oder Opernvorstellungen besuchten. In der Branche wurde sie auch respektvoll als Queen of the Hollywood Extras (dt.: „Königin von Hollywoods Statisten“) bezeichnet.
Trotz ihres Spitznamens Queen of the Hollywood Extras war Flowers nicht nur textlose Statistin, sondern hatte insbesondere in den frühen Jahren ihrer Karriere einige substanzielle Rollen. So hatte sie größere Auftritte in Kurzfilm-Komödien, etwa im Laurel-und-Hardy-Film Im Strudel der Gosse (1928) als erzürnte Ehefrau von Oliver Hardy, die ihrem Mann mit einer Flinte nachjagt. Sie spielte in weiteren Kurzfilm-Komödien von Komikern wie Charley Chase, The Three Stooges, Leon Errol oder Edgar Kennedy. In der Krimikomödie Das Lied vom dünnen Mann (1947) hatte sie eine im Abspann erwähnte Nebenrolle als Frau eines Millionärs. In der Komödie Es geschah in einer Nacht (1934) verkörperte sie eine mehrere Szenen und Dialoge umfassende Rolle als Sekretärin von Clark Gables Chefredakteur. Es geschah in einer Nacht war Flowers erster Film, der einen Oscar für den Besten Film des Jahres erhielt. Nachfolgend erhielten auch die Filme Lebenskünstler (1938), Alles über Eva (1950), Die größte Schau der Welt (1952) und In 80 Tagen um die Welt (1956) mit Flowers in kleinen Rollen den Oscar in der Kategorie Bester Film. Dank dieser fünf Filme hält sie noch heute den Rekord, in den meisten Filmen mitgespielt zu haben, die mit dem Oscar für den besten Film ausgezeichnet wurden. Insgesamt spielte sie in 23 Filmen, die für den Oscar als bester Film nominiert wurden.
Ab den 1950er-Jahren übernahm sie auch kleinere Rollen oder Statistenparts in Fernsehserien. Im Jahre 1964 spielte die damals 65-jährige Flowers in ihrem letzten Film Leih mir deinen Mann mit, zuletzt trat sie 1970 in einer Folge der Fernsehserie The Red Skelton Show auf. Mit der Zeit hatten Filmliebhaber die elegant wirkende, hochgewachsene Darstellerin immer wieder in winzigen Rollen oder im Filmhintergrund erspäht und wiedererkannt, wodurch Bess Flowers allmählich zu der wohl bekanntesten Statistin Hollywoods wurde. In den 1970er-Jahren war sie Gast auf mehreren Filmfestivals sowie in Filmklassen, sie wurde mehrfach als Zeitzeugin der Filmgeschichte befragt. Die späte Aufmerksamkeit erfreute Flowers, die kommentierte: „Ich wollte immer ein Individuum sein, nicht nur ein Teil der Herde.“
Bess Flowers war zweimal verheiratet: von 1923 bis 1928 mit dem Regieassistenten Cullen Tate, dann von 1929 bis 1930 mit dem Anwalt William S. Holman. Beide Ehen wurden geschieden. Aus der Ehe mit Tate hatte sie ein einziges Kind, die bereits vor ihr verstorbene Tochter Patricia Elizabeth Tate (1924–1972). Bess Flowers starb 1984 im Alter von 85 Jahren im Motion Picture & Television Country House. Ihre Asche wurde im Rosengarten des Chapel of the Pines Crematory in Los Angeles verstreut.

## Filmografie (Auswahl)
- 1923: Hollywood
- 1923: Die Nächte einer schönen Frau (A Woman of Paris)
- 1925: Charleston-Girls (Sally, Irene and Mary)
- 1926: Korsaren (Old Ironsides)
- 1926: Wien bleibt Wien (The Greater Glory)
- 1928: Es tut sich was in Hollywood (Show People)
- 1928: Laurel und Hardy: Im Strudel der Gosse (We Faw Down, Kurzfilm)
- 1929: Fox Movietone Follies of 1929
- 1929: Der Straßensänger (Innocents of Paris)
- 1929: Unsichtbare Fesseln (The Single Standard)
- 1929: Der Mann mit den zwei Frauen (The Saturday Night Kid)
- 1929: Untamed
- 1929: Their Own Desire
- 1930: Abraham Lincoln
- 1930: Monte Carlo
- 1930: Just Imagine
- 1931: Das Luftschiff (Dirigible)
- 1931: Bachelor Apartment
- 1931: Ladies’ Man
- 1931: Der Mut zum Glück (A Free Soul)
- 1931: Die Marx Brothers auf See (Monkey Business)
- 1931: Helgas Fall und Aufstieg (Susan Lenox)
- 1931: Alles für dein Glück (Possessed)
- 1932: Eine Stunde mit Dir (One Hour with You)
- 1932: Man Wanted
- 1932: Der Henker von New York (Attorney for the Defense)
- 1932: Blonde Venus
- 1932: Badenix (You Said a Mouthful)
- 1932: Wenn ich eine Million hätte (If I Had a Million)
- 1933: Ein charmanter Schwindler (Hard to Handle)
- 1933: Die 42. Straße (42nd Street)
- 1933: Walking Down Broadway (Hello, Sister!)
- 1933: Meine Lippen lügen nicht (My Lips Betray)
- 1933: Kinder auf den Straßen (Wild Boys of the Road)
- 1933: Parade im Rampenlicht (Footlight Parade)
- 1933: Ich tanze nur für Dich (Dancing Lady)
- 1934: Wonder Bar
- 1934: Es geschah in einer Nacht (It Happened One Night)
- 1934: Hollywood Party
- 1934: Der dünne Mann (The Thin Man)
- 1934: Broadway-Show (Dames)
- 1934: The Affairs of Cellini
- 1934: The Age of Innocence
- 1934: The Richest Girl in the World
- 1934: Ein schwerer Junge (The St. Louis Kid)
- 1934: Alles Schwindel! (Bottoms Up)
- 1934: Wir senden Sonne (Stand Up and Cheer!)
- 1934: Broadway Bill
- 1934: Der Weg in Verderben (Fugitive Lady)
- 1935: Nach Büroschluss (After Office Hours)
- 1935: Stadtgespräch (The Whole Town’s Talking)
- 1935: Tolle Marietta (Naughty Marietta)
- 1935: Oberarzt Dr. Monet (Private Worlds)
- 1935: Laurel und Hardy: Zum Nachtisch weiche Birne (Thicker than Water, Kurzfilm)
- 1935: Go Into Your Dance
- 1935: Love Me Forever
- 1935: Goin’ to Town
- 1935: Mädchen in Shanghai (Shanghai)
- 1935: Lockenköpfchen (Curly Top)
- 1935: Das Schiff des Satans (Dante’s Inferno)
- 1935: Broadway-Melodie 1936 (Broadway Melody of 1936)
- 1935: Sie heiratet den Chef (She Married Her Boss)
- 1935: Liebe im Handumdrehen (Hands Across the Table)
- 1935: Skandal in der Oper (A Night at the Opera)
- 1935: I Found Stella Parrish (I Found Stella Parish)
- 1935: Annie Oakley
- 1935: Wenn sie nur kochen könnte (If You Could Only Cook)
- 1935: Der Polizeibericht meldet … (Woman Wanted)
- 1935: Der Jazzkadett (Shipmates Forever)
- 1936: King of Burlesque
- 1936: Der Gefangene der Haifischinsel (The Prisoner of Shark Island)
- 1936: Seine Sekretärin (Wife vs. Secretary)
- 1936: Liebe vor dem Frühstück (Love Before Breakfast)
- 1936: Mr. Deeds geht in die Stadt (Mr. Deeds Goes to Town)
- 1936: Ein rastloses Leben (Anthony Adverse)
- 1936: San Francisco
- 1936: Wenn der Vater mit dem Sohne... (Piccadilly Jim)
- 1936: Sing, Baby, Sing
- 1936: Swing Time
- 1936: The Gorgeous Hussy
- 1936: Mein Mann Godfrey (My Man Godfrey)
- 1936: Der Erbe des Hauses Farrington (Give Me Your Heart)
- 1936: Zeit der Liebe, Zeit des Abschieds (Dodsworth)
- 1936: Craig’s Wifee
- 1936: The Public Pays (Kurzfilm)
- 1936: Theodora wird wild (Theodora Goes Wild)
- 1936: Die Kameliendame (Camille)
- 1936: Dünner Mann, 2. Fall (After the Thin Man)
- 1936: One in a Million
- 1937: Gehn wir bummeln (On the Avenue)
- 1937: Stolen Holiday
- 1937: The Last of Mrs. Cheyney
- 1937: Kein Platz für Eltern (Make Way for Tomorrow)
- 1937: Kid Galahad – Mit harten Fäusten (Kid Galahad)
- 1937: Die Marx Brothers: Ein Tag beim Rennen (A Day at the Races)
- 1937: Rekrut Willie Winkie (Wee Willie Winkie)
- 1937: Topper – Das blonde Gespenst (Topper)
- 1937: It’s Love I’m After
- 1937: Doppelt oder Nichts (Double or Nothing)
- 1937: 100 Mann und ein Mädchen (One Hundred Men and a Girl)
- 1937: Die schreckliche Wahrheit (The Awful Truth)
- 1937: Denen ist nichts heilig (Nothing Sacred)
- 1937: First Lady
- 1937: Paid to Dance
- 1937: The Shadow
- 1938: Chicago (In Old Chicago)
- 1938: There’s Always a Woman
- 1938: Die Schwester der Braut (Holiday)
- 1938: Rich Man, Poor Girl
- 1938: Im Namen des Gesetzes (I Am the Law)
- 1938: Lebenskünstler (You Can’t Take It With You)
- 1938: Three Loves Has Nancy
- 1938: That Certain Age
- 1938: The Lady Objects
- 1938: Dr. Kildare: Sein erster Fall (Young Dr. Kildare)
- 1938: Der große Walzer (The Great Waltz)r
- 1938: Brennendes Feuer der Leidenschaft (The Shining Hour)
- 1938: Sweethearts
- 1938: Topper geht auf Reisen (Topper Takes a Trip)
- 1938: Going Places
- 1939: Südsee-Nächte (Honolulu)
- 1939: Ruhelose Liebe (Love Affair)
- 1939: Enthüllung um Mitternacht (Midnight)
- 1939: Sergeant Madden
- 1939: Vier Federn (The Four Feathers)
- 1939: Zenobia, der Jahrmarktselefant (Zenobia)
- 1939: Die Findelmutter (Bachelor Mother)
- 1939: Fifth Avenue Girl
- 1939: Zauberer der Liebe (Eternally Yours)
- 1939: Die wilden Zwanziger (The Roaring Twenties)
- 1939: First Love
- 1939: Ninotschka (Ninotchka)
- 1940: Laurel und Hardy: In Oxford (A Chump at Oxford)
- 1940: Broadway Melodie 1940 (Broadway Melody of 1940)
- 1940: Ein Nachtclub für Sarah Jane (It All Came True)
- 1940: Hochzeit wider Willen (The Doctor Takes a Wife)
- 1940: Der große Edison (Edison, the Man)
- 1940: Die Bande der Fünf (When the Daltons Rode)
- 1940: Nachts unterwegs (They Drive by Night)
- 1940: The Boys from Syracuse
- 1940: Liebling, du hast dich verändert (I Love You Again)
- 1940: Der Draufgänger (Boom Town)
- 1940: Dance, Girl, Dance
- 1940: Keine Zeit für Komödie (No Time for Comedy)
- 1940: Angels Over Broadway
- 1940: Arise, My Love
- 1940: You’ll Find Out
- 1940: Tin Pan Alley
- 1940: Entscheidung in der Sierra (High Sierra)
- 1941: Tall, Dark and Handsome
- 1941: Mr. und Mrs. Smith (Mr. & Mrs. Smith)
- 1941: Dem Schicksal vorgegriffen (Flight from Destiny)
- 1941: Die Falschspielerin (The Lady Eve)
- 1941: Blondie Goes Latin
- 1941: Hier ist John Doe (Meet John Doe)
- 1941: Ehekomödie (That Uncertain Feeling)
- 1941: Sis Hopkins
- 1941: Mädchen im Rampenlicht (Ziegfeld Girl)
- 1941: Die Abenteurerin (The Flame of New Orleans)
- 1941: Akkorde der Liebe (Penny Serenade)
- 1941: Citizen Kane
- 1941: Dr. Kildare: Vor Gericht (The People vs. Dr. Kildare)
- 1941: König der Toreros (Blood and Sand)
- 1941: Sunny
- 1941: Tom, Dick und Harry (Tom, Dick and Harry)
- 1941: Blondie in Society
- 1941: Adoptiertes Glück (Sun Valley Serenade)
- 1941: Unfinished Business
- 1941: Lady Be Good
- 1941: Die ewige Eva (It Started with Eve)
- 1941: Ein toller Bursche (Honky Tonk)
- 1941: I Wake Up Screaming
- 1941: Verdacht (Suspicion)
- 1941: Der Mann, der zum Essen kam (The Man Who Came to Dinner)
- 1941: In der Hölle ist der Teufel los! (Hellzapoppin’)
- 1941: Echo der Jugend (Remember the Day)
- 1941: Babes on Broadway
- 1942: Helden der Lüfte (Captains of the Clouds)
- 1942: Sein oder Nichtsein (To Be or Not to Be)
- 1942: We Were Dancing
- 1942: Thema: Der Mann (The Male Animal)
- 1942: Schiff ahoi! (Ship Ahoy)
- 1942: Die Königin vom Broadway (My Gal Sal)
- 1942: Liebling, zum Diktat (Take a Letter, Darling)
- 1942: 10 Leutnants von West-Point (Ten Gentlemen from West Point)
- 1942: There’s One Born Every Minute
- 1942: Sechs Schicksale (Tales of Manhattan)
- 1942: Atemlos nach Florida (The Palm Beach Story)
- 1942: Der gläserne Schlüssel (The Glass Key)
- 1942: Der Major und das Mädchen (The Major and the Minor)
- 1942: Reise aus der Vergangenheit (Now, Voyager)
- 1942: Meine Frau, die Hexe (I Married a Witch)
- 1942: Es waren einmal Flitterwochen (Once Upon a Honeymoon)
- 1942: Pittsburgh
- 1943: Neun Kinder und kein Vater (The Amazing Mrs. Holliday)
- 1943: Laurel und Hardy: Schrecken aller Spione (Air Raid Wardens)
- 1943: Coney Island
- 1943: Liebesleid (The Constant Nymph)
- 1943: This Is the Army
- 1943: Hi Diddle Diddle
- 1943: Ein himmlischer Sünder (Heaven Can Wait)
- 1943: Holy Matrimony
- 1943: Watch on the Rhine
- 1943: Nacht der tausend Sterne (Thousands Cheer)
- 1943: Das zweite Gesicht (Flesh and Fantasy)
- 1943: Gangsterjagd in Brooklyn (Whistling in Brooklyn)
- 1943: In Freundschaft verbunden (Old Acquaintance)
- 1943: Eine Frau hat Erfolg (What a Woman!)
- 1944: Scotland Yard greift ein (The Lodger)
- 1944: Zeuge gesucht (Phantom Lady)
- 1944: The Bridge of San Luis Rey
- 1944: Es geschah morgen (It Happened Tomorrow)
- 1944: Frau ohne Gewissen (Double Indemnity)
- 1944: Dr. Wassells Flucht aus Java (The Story of Dr. Wassell)
- 1944: Das Leben der Mrs. Skeffington (Mr. Skeffington)
- 1944: Heil dem siegreichen Helden (Hail the Conquering Hero)
- 1944: Laura
- 1944: Gefährliche Begegnung (The Woman in the Window)
- 1944: Hollywood-Kantine (Hollywood Canteen)
- 1944: Musik für Millionen (Music for Millions)
- 1944: Here Come the Waves
- 1944: Sturzflug ins Glück (Practically Yours)
- 1944: Modell wider Willen (Together Again)
- 1945: Oh, Susanne! (The Affairs of Susan)
- 1945: Leave It to Blondie
- 1945: Rausch der Farben (It’s a Pleasure)
- 1945: It’s in the Bag!
- 1945: Konflikt (Conflict)
- 1945: Der Wundermann (Wonder Man)
- 1945: Rhapsodie in Blau (Rhapsody in Blue)
- 1945: Over 21
- 1945: Incendiary Blonde
- 1945: Jahrmarkt der Liebe (State Fair)
- 1945: Weekend im Waldorf (Week-End at the Waldorf)
- 1945: Solange ein Herz schlägt (Mildred Pierce)
- 1945: Die Liebe unseres Lebens (This Love of Ours)
- 1945: Der Dieb und die Blonde (Hold That Blonde)
- 1945: Mann ohne Herz (Adventure)
- 1946: The Harvey Girls
- 1946: Gilda
- 1946: Der Held des Tages (The Kid from Brooklyn)
- 1946: Blondie’s Lucky Day
- 1946: Die blaue Dahlie (The Blue Dahlia)
- 1946: Erfüllte Träume (Two Sisters from Boston)
- 1946: Die große Lüge (A Stolen Life)
- 1946: Sinfonie in Swing (Do You Love Me)
- 1946: Jagd auf Spieldosen (Dressed to Kill)
- 1946: Liebe zwischen Krieg und Frieden (The Searching Wind)
- 1946: Berüchtigt (Notorious)
- 1946: Tote schlafen fest (The Big Sleep)
- 1946: Der Jazzsänger (The Jolson Story)
- 1946: Blondie Knows Best
- 1946: Trügerische Leidenschaft (Deception)
- 1946: Der schwarze Spiegel (The Dark Mirror)
- 1946: Der unbekannte Geliebte (Undercurrent)
- 1946: The Chase
- 1946: Auf Messers Schneide (The Razor’s Edge)
- 1946: Bis die Wolken vorüberzieh’n (Till the Clouds Roll By)
- 1946: The Locket
- 1946: Humoreske (Humoresque)
- 1946: Späte Sühne (Dead Reckoning)
- 1946: Ich sing’ mich in dein Herz hinein (Because of Him)
- 1947: Nora Prentiss
- 1947: Die legendären Dorseys (The Fabulous Dorseys)
- 1947: Smash-Up: The Story of a Woman
- 1947: Die Farmerstochter (The Farmer’s Daughter)
- 1947: So You Want to Be in Pictures (Kurzfilm)
- 1947: Ivy
- 1947: Pauline, laß das Küssen sein (The Perils of Pauline)
- 1947: So einfach ist die Liebe nicht (The Bachelor and the Bobby-Soxer)
- 1947: Das Doppelleben des Herrn Mitty (The Secret Life of Walter Mitty)
- 1947: Das Lied vom dünnen Mann (Song of the Thin Man)
- 1947: Der Unverdächtige (The Unsuspected)
- 1947: Fremde Stadt (Magic Town)
- 1947: Die Bestie von Shanghai (Intrigue)
- 1947: Blondie in the Dough
- 1947: Liebe in Fesseln (Cass Timberlane)
- 1947: Ein Doppelleben (A Double Life)
- 1947: Vierzehn Jahre Sing-Sing (I Walk Alone)
- 1948: Schlingen der Angst (Sleep, My Love)
- 1948: Triumphbogen (Arch of Triumph)
- 1948: Spiel mit dem Tode (The Big Clock)
- 1948: Strick am Hals (The Noose Hangs High)
- 1948: Opium (To the Ends of the Earth)
- 1948: Brief einer Unbekannten (Letter from an Unknown Woman)
- 1948: Auf einer Insel mit dir (On an Island with You)
- 1948: Lulu Belle
- 1948: Zaubernächte in Rio (Romance on the High Seas)
- 1948: Die bronzene Göttin (The Velvet Touch)
- 1948: The Babe Ruth Story
- 1948: Wirbel um Judy (A Date with Judy)
- 1948: Die unvollkommene Dame (Julia Misbehaves)
- 1948: Betrug (Larceny)
- 1948: Venus macht Seitensprünge (One Touch of Venus)
- 1948: Sie leben bei Nacht (They Live by Night)
- 1948: Der Pantoffelheld (An Innocent Affair)
- 1948: Die tollkühne Rettung der Gangsterbraut Honey Swanson (A Song Is Born)
- 1948: My Dear Secretary
- 1948: Fünf auf Hochzeitsreise (Family Honeymoon)
- 1948: Geld oder Liebe (Let’s Live a Little)
- 1948: Ich heirate dich doch (That Wonderful Urge)
- 1948: Jedes Mädchen müßte heiraten (Every Girl Should Be Married)
- 1948: Der beste Mann der Stadt (Good Sam)
- 1949: Frau in Notwehr (The Accused)
- 1949: Leicht französisch (Slightly French)
- 1949: Der Agent aus der Hölle (Alias Nick Beal)
- 1949: Spiel zu dritt (Take Me Out to the Ball Game)
- 1949: Tänzer vom Broadway (The Barkleys of Broadway)
- 1949: Neptuns Tochter (Neptune’s Daughter)
- 1949: Der große Gatsby (The Great Gatsby)
- 1949: Stern vom Broadway (Look for the Silver Lining)
- 1949: She Shoulda Said No!
- 1949: Panik um King Kong (Mighty Joe Young)
- 1949: Sumpf des Verbrechens (Scene of the Crime)
- 1949: Ein tolles Gefühl (It’s a Great Feeling)
- 1949: Der Stachel des Bösen (Beyond the Forest)
- 1949: Strafsache Thelma Jordon (The File on Thelma Jordon)
- 1949: Flitterwochen mit Hindernissen (Tell It to the Judge)
- 1949: Wenn meine Frau das wüßte (Everybody Does It)
- 1950: Der Mann ihrer Träume (Young Man with a Horn)
- 1950: Entgleist (No Man of Her Own)
- 1950: Im Solde des Satans (The Damned Don’t Cry!)
- 1950: I Was a Shoplifter
- 1950: Drei Männer für Alison (Please Believe Me)
- 1950: Vater der Braut (Father of the Bride)
- 1950: Von Katzen und Katern (The Big Hangover)
- 1950: Alter schützt vor Liebe nicht (Louisa)
- 1950: Verliebt, verlobt, verheiratet (Peggy)
- 1950: Drei kleine Worte (Three Little Words)
- 1950: Nancy geht nach Rio (Nancy Goes to Rio)
- 1950: Die Venus verliebt sich (Duchess of Idaho)
- 1950: Juwelenraub um Mitternacht (The Great Jewel Robber)
- 1950: Auf des Schicksals Schneide (Edge of Doom)
- 1950: Das skandalöse Mädchen (The Petty Girl)
- 1950: Der Fischer von Louisiana (The Toast of New Orleans)
- 1950: Born to Be Bad
- 1950: Ohne Skrupel (Shakedown)
- 1950: Bezaubernde Frau (Tea for Two)
- 1950: I’ll Get By
- 1950: Tod im Nacken (To Please a Lady)
- 1950: Alles über Eva (All About Eve)
- 1950: Glücksspiel des Lebens (Walk Softly, Stranger)
- 1950: Tanzen ist unser Leben – Let’s Dance (Let’s Dance)
- 1950: Der geheimnisvolle Ehemann (The Jackpot)
- 1950: Mein Leben gehört mir (A Life of Her Own)
- 1951: SOS – Zwei Schwiegermütter (The Mating Season)
- 1951: Unternehmen Seeadler (Operation Pacific)
- 1951: Die Ehrgeizige (Payment on Demand)
- 1951: Königliche Hochzeit (Royal Wedding)
- 1951: Das Wiegenlied vom Broadway (Lullaby of Broadway)
- 1951: M
- 1951: Ein Platz an der Sonne (A Place in the Sun)
- 1951: Der große Caruso (The Great Caruso)
- 1951: An der Riviera (On the Riviera)
- 1951: Dem Satan singt man keine Lieder (The Prowler)
- 1951: Hübsch, jung und verliebt (Rich, Young and Pretty)
- 1951: Mississippi-Melodie (Show Boat)
- 1951: Der Gauner und die Lady (The Law and the Lady)
- 1951: Ein Satansweib (His Kind of Woman)
- 1951: Ein Amerikaner in Paris (An American in Paris)
- 1951: People Will Talk
- 1951: Painting the Clouds with Sunshine
- 1951: Ein Held für zwei Stunden (Saturday’s Hero)
- 1951: Hochzeitsparade (Here Comes the Groom)
- 1951: Karneval in Texas (Texas Carnival)
- 1951: Golden Girl
- 1951: Anwalt des Verbrechens (The Unknown Man)
- 1951: Cornelia tut das nicht (Elopement)
- 1952: Die größte Schau der Welt (The Greatest Show on Earth)
- 1952: Ein Fremder ruft an (Phone Call from a Stranger)
- 1952: Zu allem entschlossen (Meet Danny Wilson)
- 1952: Nur dies eine Mal (Just This Once) – Regie: Don Weis
- 1952: Wofür das Leben sich lohnt (Something to Live For)
- 1952: Du sollst mein Glücksstern sein (Singin’ in the Rain)
- 1952: Um Haaresbreite (The Narrow Margin)
- 1952: Versuchung auf 809 (Don’t Bother to Knock)
- 1952: Casanova wider Willen (Dreamboat)
- 1952: Maskierte Herzen (Sudden Fear)
- 1952: Mein Herz singt nur für Dich (Because You’re Mine)
- 1952: Nur für Dich (Just for You)
- 1952: Androkles und der Löwe (Androcles and the Lion)
- 1952: Im Schatten der Krone (The Prisoner of Zenda)
- 1952: April in Paris
- 1952: Stadt der Illusionen (The Bad and the Beautiful)
- 1952: Engelsgesicht (Angel Face)
- 1952: Die letzte Entscheidung (Above and Beyond)
- 1952: Jazz Singer (The Jazz Singer)
- 1952: Gauner mit weißer Weste (Stop, Your’re Killing Me)
- 1952–1957: I Love Lucy (Fernsehserie, 3 Folgen)
- 1953: Die Tränen des Clowns (The Clown)
- 1953: Götter ohne Maske (Tonight We Sing)
- 1953: Madame macht Geschichte(n) (Call Me Madam)
- 1953: War es die große Liebe? (The Story of Three Loves)
- 1953: Lili
- 1953: Panik in New York (The Beast from 20,000 Fathoms)
- 1953: Ein Mann ohne Bedeutung (Affair with a Stranger)
- 1953: Blondinen bevorzugt (Gentlemen Prefer Blondes)
- 1953: Houdini, der König des Varieté (Houdini)
- 1953: Vorhang auf! (The Band Wagon)
- 1953: Mörder ohne Maske (Second Chance)
- 1953: Gefährliche Überfahrt (Dangerous Crossing)
- 1953: Der Tolpatsch (The Caddy)
- 1953: Serenade in Rio (Latin Lovers)
- 1953: Das Gewand (The Robe)
- 1953: Herzen im Fieber (Torch Song)
- 1953: Schwere Colts in zarter Hand (Calamity Jane)
- 1953: Ein Herz aus Gold (So Big)
- 1953: Der Mann mit zwei Frauen (The Bigamist)
- 1953: Du bist so leicht zu lieben (Easy to Love)
- 1953: Die Pikanten Jahre einer Frau (Forever Female)
- 1953: Die lockende Venus (The French Line)
- 1953: Der tollkühne Jockey (Money from Home)
- 1953: Starr vor Angst (Scared Stiff )
- 1953: Unschuldig gejagt (No Escape)
- 1954: Die Intriganten (Executive Suite)
- 1954: Blut im Schnee (Dangerous Mission)
- 1954: Die Lachbombe (Knock on Wood)
- 1954: Der Schürzenjäger von Venedig (Casanova’s Big Night)
- 1954: Bei Anruf Mord (Dial M for Murder)
- 1954: Das lange Warten (The Long Wait)
- 1954: Alt Heidelberg (The Student Prince)
- 1954: Der sympathische Hochstapler (Living It Up)
- 1954: Das Fenster zum Hof (Rear Window)
- 1954: Ihre zwölf Männer (Her Twelve Men)
- 1954: Immer jagte er Blondinen (The Human Jungle)
- 1954: Ein neuer Stern am Himmel (A Star Is Born)
- 1954: Weiße Weihnachten (White Christmas)
- 1954: Athena
- 1954: Eine glückliche Scheidung (Phffft!)
- 1954: Désirée
- 1955: Urlaub bis zum Wecken (Battle Cry)
- 1955: Abbott und Costello als Gangsterschreck (Abbott and Costello Meet the Keystone Kops)
- 1955: Liebe im Quartett (Three for the Show)
- 1955: In geheimer Kommandosache (Strategic Air Command)
- 1955: Unterbrochene Melodie (Interrupted Melody)
- 1955: Dem Teufel auf der Spur (Hell’s Island)
- 1955: Die große Masche (Chicago Syndicate)
- 1955: Man ist niemals zu jung (You’re Never Too Young)
- 1955: Über den Dächern von Nizza (To Catch a Thief)
- 1955: Schakale der Unterwelt (Illegal)
- 1955: Ich will, dass du mich liebst (Lucy Gallant)
- 1955: Schwere Jungs – leichte Mädchen (Guys and Dolls)
- 1955: Unvollendete Liebe (The View from Pompey’s Head)
- 1955: Maler und Mädchen (Artists and Models)
- 1955: Und morgen werd’ ich weinen (I’ll Cry Tomorrow)
- 1956: Die Benny Goodman Story (The Benny Goodman Story)
- 1956: Broadway-Zauber (Anything Goes)
- 1956: Mein Engel und ich (Forever, Darling)
- 1956: Nur Du allein (Never Say Goodbye)
- 1956: Viva Las Vegas (Meet Me in Las Vegas)
- 1956: Alle Spuren verwischt (The Scarlet Hour)
- 1956: Der Schwan (The Swan)
- 1956: Die falsche Eva (The Birds and the Bees)
- 1956: Geliebt in alle Ewigkeit (The Eddy Duchin Story)
- 1956: Herbststürme (Autumn Leaves)
- 1956: Das Herz eines Millionärs (These Wilder Years)
- 1956: In den Wind geschrieben (Written on the Wind)
- 1956: Giganten (Giant)
- 1956: In 80 Tagen um die Welt (Around the World in 80 Days)
- 1956: Wenn die Nacht anbricht (Nightfall)
- 1956: Das schwache Geschlecht (The Opposite Sex)
- 1956: Vater ist der Beste (Father Knows Best, Fernsehserie, Folge 3x09)
- 1956: Na, na, Fräulein Mutti (Bundle of Joy)
- 1956–1962: Alfred Hitchcock präsentiert (Alfred Hitchcock Presents, Fernsehserie, 5 Folgen)
- 1957: Ein süßer Fratz (Funny Face)
- 1957: 10.000 Schlafzimmer (Ten Thousand Bedrooms)
- 1957: Warum hab’ ich ja gesagt? (Designing Woman)
- 1957: Der Mann, der niemals lachte (The Buster Keaton Story)
- 1957: Kein Platz für feine Damen (This Could Be the Night)
- 1957: Schöne Frauen, harte Dollars (Beau James)
- 1957: Dein Schicksal in meiner Hand (Sweet Smell of Success)
- 1957: Ein Leben im Rausch (The Helen Morgan Story)
- 1957: Mein Mann Gottfried (My Man Godfrey)
- 1957: Jailhouse Rock – Rhythmus hinter Gittern (Jailhouse Rock)
- 1957: Pal Joey
- 1957: Duell in den Wolken (The Tarnished Angels)
- 1957: Zeugin der Anklage (Witness for the Prosecution)
- 1957–1963: Perry Mason (Fernsehserie, 14 Folgen)
- 1958: Reporter der Liebe (Teacher’s Pet)
- 1958: Links und rechts vom Ehebett (I Married a Woman)
- 1958: Ihr Leben war ein Skandal (Too Much, Too Soon)
- 1958: Vertigo – Aus dem Reich der Toten (Vertigo)
- 1958: Dezernat M (M Squad, Fernsehserie, Folge 1x36)
- 1958: Die letzte Nacht der Titanic (A Night To Remember)
- 1958: Die Fliege (The Fly)
- 1958: Die Heiratsvermittlerin (The Matchmaker)
- 1958: Hart am Wind (Twilight for the Gods)
- 1958: Hausboot (Houseboat)
- 1958: I Married a Monster from Outer Space
- 1958: Blaue Nächte (Mardi Gras)
- 1958: König der Freibeuter (The Buccaneer)
- 1958: Keine Angst vor scharfen Sachen (Rally ’Round the Flag)
- 1958: Zu jung (The Restless Years)
- 1958, 1959: 77 Sunset Strip (Fernsehserie, 2 Folgen)
- 1958, 1960: Erwachsen müßte man sein (Leave It to Beaver, Fernsehserie, 2 Folgen)
- 1959: Solange es Menschen gibt (Imitation of Life)
- 1959: Der Mann aus Philadelphia (The Young Philadelphians)
- 1959: Morgen bist du dran (The Wild and the Innocent)
- 1959: Der unsichtbare Dritte (North by Northwest)
- 1959: Die Unverstandenen (Blue Denim)
- 1959: Das gibt’s nur in Amerika (A Private’s Affair)
- 1959: Eine tolle Nummer (It Started with a Kiss)
- 1959: Bei mir nicht (But Not for Me)
- 1959: Maverick (Fernsehserie, 2 Folgen)
- 1959: Die Krone des Lebens (Beloved Infidel)
- 1959, 1962: Mutter ist die Allerbeste (Donna Reed, Fernsehserie, 2 Folgen)
- 1959–1963: Die Unbestechlichen (The Untouchables, Fernsehserie, 4 Folgen)
- 1960: Das Erbe des Blutes (Home from the Hill)
- 1960: Sieben Diebe (Seven Thieves)
- 1960: Meisterschaft im Seitensprung (Please Don’t Eat the Daisies)
- 1960: Früchte einer Leidenschaft (All the Fine Young Cannibals)
- 1960: Versunkene Welt (The Lost World)
- 1960: Nur wenige sind auserwählt (Song Without End)
- 1960: Café Europa (G.I. Blues)
- 1960: So eine Affäre (The Facts of Life)
- 1960: Dazu… gehören zwei (Where the Boys Are)
- 1960–1961: Have Gun – Will Travel (Fernsehserie, 2 Folgen)
- 1961: Geh nackt in die Welt (Go Naked in the World)
- 1961: Alles in einer Nacht (All in a Night’s Work)
- 1961: Der fliegende Pauker (The Absent-Minded Professor)
- 1961: Sein Name war Parrish (Parrish)
- 1961: Rückkehr nach Peyton Place (Return to Peyton Place)
- 1961: Die Heiratsmaschine (The Honeymoon Machine)
- 1961: Blaues Hawaii (Blue Hawaii)
- 1961: Urteil von Nürnberg (Judgment at Nuremberg)
- 1961: Aufruhr im Spielzeugland (Babes in Toyland)
- 1961: Die unteren Zehntausend (Pocketful of Miracles)
- 1961: Außer Rand und Band mit Twist (Twist Around the Clock)
- 1962: Die vier apokalyptischen Reiter (Four Horsemen of the Apocalypse)
- 1962: Meine drei Söhne (My Three Sons, Fernsehserie, Folge 2x23)
- 1962: Süßer Vogel Jugend (Sweet Bird of Youth)
- 1962: Noch Zimmer frei (The Notorious Landlady)
- 1962: Ein Fremder kam an (Five Finger Exercise)
- 1962: Zwei Wochen in einer anderen Stadt (Two Weeks in Another Town)
- 1962: Botschafter der Angst (The Manchurian Candidate)
- 1962: Mr. Ed (Mister Ed, Fernsehserie, Folge 3x08)
- 1962: Immer nur deinetwegen (Who’s Got the Action?)
- 1962: Ein Rucksack voller Ärger (40 Pounds of Trouble)
- 1963: Was diese Frau so alles treibt (The Thrill of It All)
- 1963: Der Fuchs geht in die Falle (For Love or Money)
- 1963: Im Paradies ist der Teufel los (Palm Springs Weekend)
- 1963: Der Ladenhüter (Who’s Minding the Store?)
- 1963: Eine zuviel im Bett (Move Over, Darling)
- 1963–1970: The Red Skelton Show (Fernsehserie, 7 Folgen)
- 1964: Die Unersättlichen (The Carpetbaggers)
- 1964: Zwei erfolgreiche Verführer (Bedtime Story)
- 1964: Leih mir deinen Mann (Good Neighbor Sam)